# Jim Watson (Politiker)

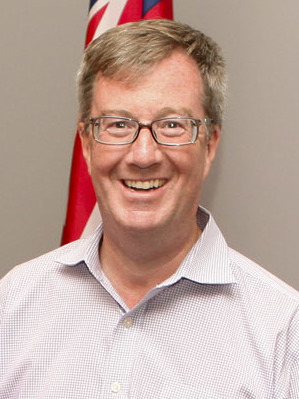
Jim Watson (2013)

James Alexander „Jim“ Watson (* 1961 in Montreal) ist ein kanadischer Politiker der Ontario Liberal Party.

## Biografie
Nach dem Schulbesuch studierte er an der Carleton University und schloss dieses Studium 1983 mit einem Bachelor of Arts in den Fächern Journalistik und Kommunikationswissenschaft (B.A. Journalism & Communications) ab.
Watson begann seine Laufbahn in der Kommunalpolitik als er 1992 Mitglied im Stadtrat von Ottawa wurde. Am 1. Januar 1998 wurde er anschließend erstmals Bürgermeister von Ottawa und bekleidete dieses Amt bis 2000.
Im Oktober 2003 wurde er zum Abgeordneten in die Legislativversammlung von Ontario gewählt und vertrat dort bis Februar 2010 den Wahlbezirk Ottawa West-Nepean. Kurz nach der Wahl wurde er von Premierminister Dalton McGuinty in die Provinzregierung von Ontario berufen und war in dieser zunächst Minister für Konsumenten- und Wirtschaftsangelegenheiten, ehe er im Juni 2005 der erste Minister für Gesundheitsförderung Ontarios wurde. Nach einer weiteren Kabinettsumbildung wurde er 2007 Minister für Kommunalangelegenheiten und Wohnungsbau und trat von diesem Amt im Januar 2010 zurück, um abermals für das Amt des Bürgermeisters von Ottawa zu kandidieren.
Im November 2010 wurde er erneut zum Bürgermeister von Ottawa gewählt und trat dieses Amt am 1. Dezember 2010 als Nachfolger von Larry O’Brien an. Im August 2019 outete sich Watson als homosexuell.